# Collegio elettorale di Mantova (Senato della Repubblica)
Il collegio di Mantova fu un collegio elettorale uninominale della Repubblica Italiana appartenente alla Circoscrizione Lombardia; fu utilizzato per eleggere un senatore della Repubblica dalla I alla XIV legislatura, sebbene con forme diverse e sistemi elettorali diversi.

## Storia
Il collegio venne creato nel 1948 secondo la legge n. 29 del 6 febbraio 1948 la quale, pur basandosi sull'impianto proporzionale in vigore per la Camera, rispetto a quest'ultima conteneva alcuni piccoli correttivi in senso maggioritario. Tale legge ebbe il suo definitivo perfezionamento col Testo Unico n. 361 del 1957. Differentemente dalla Camera, la legge elettorale del Senato si articolava su base regionale, seguendo il dettato costituzionale (art.57). Ogni Regione era suddivisa in tanti collegi uninominali quanti erano i seggi ad essa assegnati. All'interno di ciascun collegio, veniva eletto il candidato che avesse raggiunto il quorum del 65% delle preferenze: tale soglia, oggettivamente di difficilissimo conseguimento, tradiva l'impianto proporzionale su cui era concepito anche il sistema elettorale della Camera Alta. Qualora, come normalmente avveniva, nessun candidato avesse conseguito l'elezione, i voti di tutti i candidati venivano raggruppati in liste di partito a livello regionale, dove i seggi venivano allocati utilizzando il metodo D'Hondt delle maggiori medie statistiche e quindi, all'interno di ciascuna lista, venivano dichiarati eletti i candidati con le migliori percentuali di preferenza.
Nel 1993, con la cosiddetta Legge Mattarella (Legge n. 276, Norme per l'elezione del Senato della Repubblica), attuata in seguito al referendum abrogativo del 1993, venne istituito per la Camera dei deputati e per il Senato della Repubblica un sistema di elezione misto, in parte maggioritario e in parte proporzionale. Il 75% dei parlamentari dell'assemblea veniva eletto in collegi uninominali tramite sistema maggioritario a turno unico; il restante 25% al Senato veniva eletto tramite recupero proporzionale dei più votati non eletti attraverso un meccanismo di calcolo denominato "scorporo", cioè sottraendo dal conteggio dei voti totali di una lista nella parte proporzionale i voti ottenuti dai candidati collegati alla medesima lista che erano eletti nei collegi uninominali con il sistema maggioritario.
Il collegio venne abolito insieme a tutti gli altri che costituivano il Senato con la promulgazione della legge elettorale successiva, la cosiddetta Legge Calderoli. Questa prevedeva un sistema proporzionale con premio di maggioranza, che al Senato veniva attribuito a livello regionale.

## 1948-1993

### Territorio
Il collegio di Mantova era uno dei 31 collegi uninominali in cui era suddivisa la Lombardia; era interamente compreso nella provincia di Mantova e comprendeva i seguenti comuni: Acquanegra sul Chiese, Asola, Bozzolo, Canneto sull'Oglio, Casalmoro, Casaloldo, Casalromano, Castel Goffredo, Castelbelforte, Castellucchio, Castiglione delle Stiviere, Cavriana, Ceresara, Commessaggio, Gazoldo degli Ippoliti, Gazzuolo, Goito, Guidizzolo, Mantova, Marcaria, Mariana Mantovana, Marmirolo, Medole, Monzambano, Piubega, Ponti sul Mincio, Porto Mantovano, Redondesco, Rivarolo Mantovano, Rodigo, Roverbella, Sabbioneta, San Giorgio di Mantova, San Martino dall'Argine, Solferino e Volta Mantovana.

### Dati elettorali

#### I legislatura
|                                                                                | Camillo Pardella         | Democrazia Cristiana                             | 53 009  | 45,22 |  |  |  |  |  |
|                                                                                | Pietro Torelli ✔️ Eletto | Fronte Democratico Popolare                      | 51 599  | 44,01 |  |  |  |  |  |
|                                                                                | Ivan Matteo Lombardo     | Unità Socialista - Partito Repubblicano Italiano | 12 626  | 10,77 |  |  |  |  |  |
| Totale                                                                         | Totale                   | Totale                                           | 117 234 | 100   |  |  |  |  |  |
|                                                                                |                          |                                                  |         |       |  |  |  |  |  |
| Voti non validi                                                                | Voti non validi          | Voti non validi                                  | 6 943   | 5,59  |  |  |  |  |  |
| Votanti                                                                        | Votanti                  | Votanti                                          | 124 177 | 95,84 |  |  |  |  |  |
| Elettori                                                                       | Elettori                 | Elettori                                         | 129 565 |       |  |  |  |  |  |
|                                                                                |                          |                                                  |         |       |  |  |  |  |  |
| Nota: quorum del 65% non raggiunto; ripartizione dei seggi a livello regionale |                          |                                                  |         |       |  |  |  |  |  |
| Data: 18 aprile 1948                                                           |                          |                                                  |         |       |  |  |  |  |  |
| Fonte: Ministero dell'interno                                                  |                          |                                                  |         |       |  |  |  |  |  |

#### II legislatura
|                                                                                | Camillo Pardella      | Democrazia Cristiana                    | 48 906  | 38,90 |  |  |  |  |  |
|                                                                                | Alceo Negri ✔️ Eletto | Partito Socialista Italiano             | 31 732  | 25,24 |  |  |  |  |  |
|                                                                                | Clarenzo Menotti      | Partito Comunista Italiano              | 26 616  | 21,17 |  |  |  |  |  |
|                                                                                | Camillo Mafer         | Partito Socialista Democratico Italiano | 6 890   | 5,48  |  |  |  |  |  |
|                                                                                | Angiolo Tarchi        | Movimento Sociale Italiano              | 5 743   | 4,57  |  |  |  |  |  |
|                                                                                | Francesco Alessio     | Partito Liberale Italiano               | 2 291   | 1,82  |  |  |  |  |  |
|                                                                                | Pompeo D'Adamo        | Partito Nazionale Monarchico            | 1 717   | 1,37  |  |  |  |  |  |
|                                                                                | Piero Calamandrei     | Unità Popolare                          | 1 161   | 0,92  |  |  |  |  |  |
|                                                                                | Claudio Mariani       | Partito Repubblicano Italiano           | 333     | 0,26  |  |  |  |  |  |
|                                                                                | Mario Torreggiani     | Alleanza Democratica Nazionale          | 327     | 0,26  |  |  |  |  |  |
| Totale                                                                         | Totale                | Totale                                  | 125 716 | 100   |  |  |  |  |  |
|                                                                                |                       |                                         |         |       |  |  |  |  |  |
| Voti non validi                                                                | Voti non validi       | Voti non validi                         | 4 741   | 3,63  |  |  |  |  |  |
| Votanti                                                                        | Votanti               | Votanti                                 | 130 457 | 96,47 |  |  |  |  |  |
| Elettori                                                                       | Elettori              | Elettori                                | 135 226 |       |  |  |  |  |  |
|                                                                                |                       |                                         |         |       |  |  |  |  |  |
| Nota: quorum del 65% non raggiunto; ripartizione dei seggi a livello regionale |                       |                                         |         |       |  |  |  |  |  |
| Data: 7 giugno 1953                                                            |                       |                                         |         |       |  |  |  |  |  |
| Fonte: Ministero dell'interno                                                  |                       |                                         |         |       |  |  |  |  |  |

#### III legislatura
|                                                                                | Arnaldo Bellini       | Democrazia Cristiana                    | 50 935  | 39,80 |  |  |  |  |  |
|                                                                                | Alceo Negri ✔️ Eletto | Partito Socialista Italiano             | 31 212  | 24,39 |  |  |  |  |  |
|                                                                                | Ernesto Zanardi       | Partito Comunista Italiano              | 30 279  | 23,66 |  |  |  |  |  |
|                                                                                | Wando Dallamano       | Partito Socialista Democratico Italiano | 5 670   | 4,43  |  |  |  |  |  |
|                                                                                | Francesco Andreussi   | Movimento Sociale Italiano              | 5 609   | 4,38  |  |  |  |  |  |
|                                                                                | Luigi Masotto         | Partito Liberale Italiano               | 3 465   | 2,71  |  |  |  |  |  |
|                                                                                | Claudio Mariani       | PRI - PR                                | 800     | 0,63  |  |  |  |  |  |
| Totale                                                                         | Totale                | Totale                                  | 127 970 | 100   |  |  |  |  |  |
|                                                                                |                       |                                         |         |       |  |  |  |  |  |
| Voti non validi                                                                | Voti non validi       | Voti non validi                         | 4 575   | 3,45  |  |  |  |  |  |
| Votanti                                                                        | Votanti               | Votanti                                 | 132 545 | 97,31 |  |  |  |  |  |
| Elettori                                                                       | Elettori              | Elettori                                | 136 216 |       |  |  |  |  |  |
|                                                                                |                       |                                         |         |       |  |  |  |  |  |
| Nota: quorum del 65% non raggiunto; ripartizione dei seggi a livello regionale |                       |                                         |         |       |  |  |  |  |  |
| Data: 25 maggio 1958                                                           |                       |                                         |         |       |  |  |  |  |  |
| Fonte: Ministero dell'interno                                                  |                       |                                         |         |       |  |  |  |  |  |

#### IV legislatura
|                                                                                | L. Zenti                   | Democrazia Cristiana                    | 46 016  | 36,20 |  |  |  |  |  |
|                                                                                | Ernesto Zanardi ✔️ Eletto  | Partito Comunista Italiano              | 33 643  | 26,47 |  |  |  |  |  |
|                                                                                | Tullia Romagnoli ✔️ Eletto | Partito Socialista Italiano             | 27 468  | 21,61 |  |  |  |  |  |
|                                                                                | O. Menghini                | Partito Socialista Democratico Italiano | 6 827   | 5,37  |  |  |  |  |  |
|                                                                                | Ettore Sarzi Sartori       | Movimento Sociale Italiano              | 6 427   | 5,06  |  |  |  |  |  |
|                                                                                | A. Premoli                 | Partito Liberale Italiano               | 6 220   | 4,89  |  |  |  |  |  |
|                                                                                | Paolo Sanfelice            | Partito Repubblicano Italiano           | 509     | 0,40  |  |  |  |  |  |
| Totale                                                                         | Totale                     | Totale                                  | 127 110 | 100   |  |  |  |  |  |
|                                                                                |                            |                                         |         |       |  |  |  |  |  |
| Voti non validi                                                                | Voti non validi            | Voti non validi                         | 5 266   | 3,98  |  |  |  |  |  |
| Votanti                                                                        | Votanti                    | Votanti                                 | 132 376 | 97,24 |  |  |  |  |  |
| Elettori                                                                       | Elettori                   | Elettori                                | 136 129 |       |  |  |  |  |  |
|                                                                                |                            |                                         |         |       |  |  |  |  |  |
| Nota: quorum del 65% non raggiunto; ripartizione dei seggi a livello regionale |                            |                                         |         |       |  |  |  |  |  |
| Data: 28 aprile 1963                                                           |                            |                                         |         |       |  |  |  |  |  |
| Fonte: Ministero dell'interno                                                  |                            |                                         |         |       |  |  |  |  |  |

#### V legislatura
|                                                                                | L. Zenti                             | Democrazia Cristiana          | 45 862  | 35,66 |  |  |  |  |  |
|                                                                                | Tullia Romagnoli Carettoni ✔️ Eletto | PCI - PSIUP                   | 44 107  | 34,29 |  |  |  |  |  |
|                                                                                | Elena Gatti Caporaso                 | PSI-PSDI Unificati            | 24 978  | 19,42 |  |  |  |  |  |
|                                                                                | Ettore Sarzi Sartori                 | Movimento Sociale Italiano    | 6 284   | 4,89  |  |  |  |  |  |
|                                                                                | C. Raspanti                          | Partito Liberale Italiano     | 6 237   | 4,85  |  |  |  |  |  |
|                                                                                | T. Zacchia                           | Partito Repubblicano Italiano | 1 150   | 0,89  |  |  |  |  |  |
| Totale                                                                         | Totale                               | Totale                        | 128 618 | 100   |  |  |  |  |  |
|                                                                                |                                      |                               |         |       |  |  |  |  |  |
| Voti non validi                                                                | Voti non validi                      | Voti non validi               | 6 396   | 4,74  |  |  |  |  |  |
| Votanti                                                                        | Votanti                              | Votanti                       | 135 014 | 97,84 |  |  |  |  |  |
| Elettori                                                                       | Elettori                             | Elettori                      | 137 991 |       |  |  |  |  |  |
|                                                                                |                                      |                               |         |       |  |  |  |  |  |
| Nota: quorum del 65% non raggiunto; ripartizione dei seggi a livello regionale |                                      |                               |         |       |  |  |  |  |  |
| Data: 19 maggio 1968                                                           |                                      |                               |         |       |  |  |  |  |  |
| Fonte: Ministero dell'interno                                                  |                                      |                               |         |       |  |  |  |  |  |

#### VI legislatura
|                                                                                | L. Zenti                             | Democrazia Cristiana                    | 47 200  | 35,73 |  |  |  |  |  |
|                                                                                | Tullia Romagnoli Carettoni ✔️ Eletto | PCI - PSIUP                             | 42 200  | 31,94 |  |  |  |  |  |
|                                                                                | Elena Gatti Caporaso                 | Partito Socialista Italiano             | 19 971  | 15,12 |  |  |  |  |  |
|                                                                                | P. Posio                             | Movimento Sociale Italiano              | 8 798   | 6,66  |  |  |  |  |  |
|                                                                                | Ferruccio Selmini                    | Partito Socialista Democratico Italiano | 6 729   | 5,09  |  |  |  |  |  |
|                                                                                | G. Amadei                            | Partito Liberale Italiano               | 4 873   | 3,69  |  |  |  |  |  |
|                                                                                | T. Tamburini                         | Partito Repubblicano Italiano           | 2 335   | 1,77  |  |  |  |  |  |
| Totale                                                                         | Totale                               | Totale                                  | 132 106 | 100   |  |  |  |  |  |
|                                                                                |                                      |                                         |         |       |  |  |  |  |  |
| Voti non validi                                                                | Voti non validi                      | Voti non validi                         | 5 159   | 3,76  |  |  |  |  |  |
| Votanti                                                                        | Votanti                              | Votanti                                 | 137 265 | 97,89 |  |  |  |  |  |
| Elettori                                                                       | Elettori                             | Elettori                                | 140 226 |       |  |  |  |  |  |
|                                                                                |                                      |                                         |         |       |  |  |  |  |  |
| Nota: quorum del 65% non raggiunto; ripartizione dei seggi a livello regionale |                                      |                                         |         |       |  |  |  |  |  |
| Data: 7 maggio 1972                                                            |                                      |                                         |         |       |  |  |  |  |  |
| Fonte: Ministero dell'interno                                                  |                                      |                                         |         |       |  |  |  |  |  |

#### VII legislatura
|                                                                                | Carlo Grazioli ✔️ Eletto             | Democrazia Cristiana                    | 50 042  | 37,00 |  |  |  |  |  |
|                                                                                | Tullia Romagnoli Carettoni ✔️ Eletta | Partito Comunista Italiano              | 48 442  | 35,82 |  |  |  |  |  |
|                                                                                | Carlo Polli                          | Partito Socialista Italiano             | 17 876  | 13,22 |  |  |  |  |  |
|                                                                                | Ettore Sarzi Sartori                 | Movimento Sociale Italiano              | 6 455   | 4,77  |  |  |  |  |  |
|                                                                                | Ferruccio Selmini                    | Partito Socialista Democratico Italiano | 5 278   | 3,90  |  |  |  |  |  |
|                                                                                | Paolo Sanfelice                      | Partito Repubblicano Italiano           | 2 869   | 2,12  |  |  |  |  |  |
|                                                                                | Pietro Mastruzzi                     | Partito Liberale Italiano               | 1 754   | 1,30  |  |  |  |  |  |
|                                                                                | Raffaello Antonio De Grada           | Democrazia Proletaria                   | 1 342   | 0,99  |  |  |  |  |  |
|                                                                                | Trento Maioli                        | Partito Radicale                        | 1 192   | 0,88  |  |  |  |  |  |
| Totale                                                                         | Totale                               | Totale                                  | 135 250 | 100   |  |  |  |  |  |
|                                                                                |                                      |                                         |         |       |  |  |  |  |  |
| Voti non validi                                                                | Voti non validi                      | Voti non validi                         | 4 304   | 3,08  |  |  |  |  |  |
| Votanti                                                                        | Votanti                              | Votanti                                 | 139 554 | 97,44 |  |  |  |  |  |
| Elettori                                                                       | Elettori                             | Elettori                                | 143 217 |       |  |  |  |  |  |
|                                                                                |                                      |                                         |         |       |  |  |  |  |  |
| Nota: quorum del 65% non raggiunto; ripartizione dei seggi a livello regionale |                                      |                                         |         |       |  |  |  |  |  |
| Data: 20 giugno 1976                                                           |                                      |                                         |         |       |  |  |  |  |  |
| Fonte: Ministero dell'interno                                                  |                                      |                                         |         |       |  |  |  |  |  |

#### VIII legislatura
|                                                                                | Carlo Grazioli ✔️ Eletto     | Democrazia Cristiana                         | 49 252  | 36,74  |  |  |  |  |  |
|                                                                                | Giuseppe Chiarante ✔️ Eletto | Partito Comunista Italiano                   | 46 910  | 35,00  |  |  |  |  |  |
|                                                                                | Gino Scevarolli ✔️ Eletto    | Partito Socialista Italiano                  | 17 915  | 13,37  |  |  |  |  |  |
|                                                                                | Ettore Sarzi Sartori         | Movimento Sociale Italiano                   | 5 726   | 4,27   |  |  |  |  |  |
|                                                                                | S. Gamba                     | Partito Socialista Democratico Italiano      | 5 425   | 4,05   |  |  |  |  |  |
|                                                                                | Luca Boneschi                | Partito Radicale                             | 2 645   | 1,97   |  |  |  |  |  |
|                                                                                | A. Alessandrini              | Partito Liberale Italiano                    | 2 569   | 1,92   |  |  |  |  |  |
|                                                                                | Alessandro Righetti          | Partito Repubblicano Italiano                | 2 538   | 1,89   |  |  |  |  |  |
|                                                                                | V. Marchi                    | Nuova Sinistra Unita                         | 594     | 0,44   |  |  |  |  |  |
|                                                                                | Gastone Nencioni             | Costituente di Destra - Democrazia Nazionale | 470     | 0,35   |  |  |  |  |  |
| Totale                                                                         | Totale                       | Totale                                       | 134 044 | 100    |  |  |  |  |  |
|                                                                                |                              |                                              |         |        |  |  |  |  |  |
| Voti non validi                                                                | Voti non validi              | Voti non validi                              | 5 884   | 4,21   |  |  |  |  |  |
| Votanti                                                                        | Votanti                      | Votanti                                      | 139 928 | 100,00 |  |  |  |  |  |
| Elettori                                                                       | Elettori                     | Elettori                                     | 139 928 |        |  |  |  |  |  |
|                                                                                |                              |                                              |         |        |  |  |  |  |  |
| Nota: quorum del 65% non raggiunto; ripartizione dei seggi a livello regionale |                              |                                              |         |        |  |  |  |  |  |
| Data: 3 giugno 1979                                                            |                              |                                              |         |        |  |  |  |  |  |
| Fonte: Ministero dell'interno                                                  |                              |                                              |         |        |  |  |  |  |  |

#### IX legislatura
|                                                                                | Giuseppe Chiarante ✔️ Eletto | Partito Comunista Italiano              | 45 349  | 34,58 |  |  |  |  |  |
|                                                                                | Carlo Grazioli               | Democrazia Cristiana                    | 42 607  | 32,49 |  |  |  |  |  |
|                                                                                | Gino Scevarolli ✔️ Eletto    | Partito Socialista Italiano             | 19 116  | 14,58 |  |  |  |  |  |
|                                                                                | Lorenzo Morbini              | Movimento Sociale Italiano              | 6 965   | 5,31  |  |  |  |  |  |
|                                                                                | Alessandro Righetti          | Partito Repubblicano Italiano           | 5 361   | 4,09  |  |  |  |  |  |
|                                                                                | Spartaco Gamba               | Partito Socialista Democratico Italiano | 4 150   | 3,16  |  |  |  |  |  |
|                                                                                | Giuliano Longfils            | Partito Liberale Italiano               | 3 283   | 2,50  |  |  |  |  |  |
|                                                                                | Giorgio Giovanzana           | Partito Radicale                        | 2 297   | 1,75  |  |  |  |  |  |
|                                                                                | Maria Luisa Galli            | Democrazia Proletaria                   | 1 453   | 1,11  |  |  |  |  |  |
|                                                                                | Luigi Vigo                   | Lista per Trieste                       | 280     | 0,21  |  |  |  |  |  |
|                                                                                | Gian Paolo Levati            | Partito Cristiano Azione Sociale        | 268     | 0,20  |  |  |  |  |  |
| Totale                                                                         | Totale                       | Totale                                  | 131 129 | 100   |  |  |  |  |  |
|                                                                                |                              |                                         |         |       |  |  |  |  |  |
| Voti non validi                                                                | Voti non validi              | Voti non validi                         | 7 570   | 5,46  |  |  |  |  |  |
| Votanti                                                                        | Votanti                      | Votanti                                 | 138 699 | 94,12 |  |  |  |  |  |
| Elettori                                                                       | Elettori                     | Elettori                                | 147 361 |       |  |  |  |  |  |
|                                                                                |                              |                                         |         |       |  |  |  |  |  |
| Nota: quorum del 65% non raggiunto; ripartizione dei seggi a livello regionale |                              |                                         |         |       |  |  |  |  |  |
| Data: 26 giugno 1983                                                           |                              |                                         |         |       |  |  |  |  |  |
| Fonte: Ministero dell'interno                                                  |                              |                                         |         |       |  |  |  |  |  |

#### X legislatura
|                                                                                | Cirillo Bonora ✔️ Eletto     | Democrazia Cristiana                    | 44 634  | 33,06 |  |  |  |  |  |
|                                                                                | Giuseppe Chiarante ✔️ Eletto | Partito Comunista Italiano              | 43 138  | 31,96 |  |  |  |  |  |
|                                                                                | G. Bonaffini                 | Partito Socialista Italiano             | 21 196  | 15,70 |  |  |  |  |  |
|                                                                                | V. Chizzini                  | Movimento Sociale Italiano              | 7 819   | 5,79  |  |  |  |  |  |
|                                                                                | V. Alemanni                  | Partito Socialista Democratico Italiano | 4 007   | 2,97  |  |  |  |  |  |
|                                                                                | Virginio Bettini             | Lista Verde                             | 3 847   | 2,85  |  |  |  |  |  |
|                                                                                | G. M. Marinelli              | Partito Repubblicano Italiano           | 2 693   | 1,99  |  |  |  |  |  |
|                                                                                | Giorgio Giovanzana           | Partito Radicale                        | 2 532   | 1,88  |  |  |  |  |  |
|                                                                                | Egidio Sterpa                | Partito Liberale Italiano               | 1 897   | 1,41  |  |  |  |  |  |
|                                                                                | G. Cortellessa               | Democrazia Proletaria                   | 1 733   | 1,28  |  |  |  |  |  |
|                                                                                | L. Piatti                    | Liga Veneta-Pensionati Uniti            | 863     | 0,64  |  |  |  |  |  |
|                                                                                | A. A. Poli                   | Lega Lombarda                           | 530     | 0,39  |  |  |  |  |  |
|                                                                                | A. Crostelli                 | Alleanza Popolare Pensionati            | 107     | 0,08  |  |  |  |  |  |
| Totale                                                                         | Totale                       | Totale                                  | 134 996 | 100   |  |  |  |  |  |
|                                                                                |                              |                                         |         |       |  |  |  |  |  |
| Voti non validi                                                                | Voti non validi              | Voti non validi                         | 6 770   | 4,78  |  |  |  |  |  |
| Votanti                                                                        | Votanti                      | Votanti                                 | 141 766 | 94,55 |  |  |  |  |  |
| Elettori                                                                       | Elettori                     | Elettori                                | 149 938 |       |  |  |  |  |  |
|                                                                                |                              |                                         |         |       |  |  |  |  |  |
| Nota: quorum del 65% non raggiunto; ripartizione dei seggi a livello regionale |                              |                                         |         |       |  |  |  |  |  |
| Data: 14 giugno 1987                                                           |                              |                                         |         |       |  |  |  |  |  |
| Fonte: Ministero dell'interno                                                  |                              |                                         |         |       |  |  |  |  |  |

#### XI legislatura
|                                                                                | Cirillo Bonora            | Democrazia Cristiana                 | 31 639  | 23,03 |  |  |  |  |  |
|                                                                                | Paolo Gibertoni           | Lega Lombarda                        | 27 946  | 20,34 |  |  |  |  |  |
|                                                                                | Roberto Borroni ✔️ Eletto | Partito Democratico della Sinistra   | 22 839  | 16,63 |  |  |  |  |  |
|                                                                                | Gianni Usvardi            | Partito Socialista Italiano          | 16 872  | 12,28 |  |  |  |  |  |
|                                                                                | Alfio Setti               | Partito della Rifondazione Comunista | 9 256   | 6,74  |  |  |  |  |  |
|                                                                                | Romano Freddi             | Movimento Sociale Italiano           | 5 588   | 4,07  |  |  |  |  |  |
|                                                                                | Fernando Cerioni          | Partito Repubblicano Italiano        | 3 708   | 2,70  |  |  |  |  |  |
|                                                                                | Virginio Bettini          | Federazione dei Verdi                | 3 345   | 2,44  |  |  |  |  |  |
|                                                                                | Mario Pincella            | La Lega Casalinghe-Pensionati        | 2 728   | 1,99  |  |  |  |  |  |
|                                                                                | Lodovico Compagnoni       | Lega Alpina Lumbarda                 | 2 514   | 1,83  |  |  |  |  |  |
|                                                                                | Augusto Manerba           | Partito Liberale Italiano            | 2 464   | 1,79  |  |  |  |  |  |
|                                                                                | Anna Maria Castellucchio  | Lega Lombardia Europea               | 1 564   | 1,14  |  |  |  |  |  |
|                                                                                | Giuseppina Cardazzi       | Partito Pensionati                   | 1 337   | 0,97  |  |  |  |  |  |
|                                                                                | Giorgio Giovanzana        | Sì Referendum                        | 1 193   | 0,87  |  |  |  |  |  |
|                                                                                | Lucio Antonio Berté       | Lista Marco Pannella                 | 1 116   | 0,81  |  |  |  |  |  |
|                                                                                | Sergio Pomati             | Alleanza Lombarda Autonomia          | 974     | 0,71  |  |  |  |  |  |
|                                                                                | Claudio Ragni             | Caccia Pesca Ambiente                | 529     | 0,39  |  |  |  |  |  |
|                                                                                | Dacirio Ghidorzi Ghizzi   | Federalismo - Pensionati Uomini Vivi | 204     | 0,15  |  |  |  |  |  |
|                                                                                | Antonio Caramaschi        | Movimento Fascismo e Libertà         | 177     | 0,13  |  |  |  |  |  |
| Totale                                                                         | Totale                    | Totale                               | 137 370 | 100   |  |  |  |  |  |
|                                                                                |                           |                                      |         |       |  |  |  |  |  |
| Voti non validi                                                                | Voti non validi           | Voti non validi                      | 6 887   | 4,77  |  |  |  |  |  |
| Votanti                                                                        | Votanti                   | Votanti                              | 144 257 | 92,97 |  |  |  |  |  |
| Elettori                                                                       | Elettori                  | Elettori                             | 155 157 |       |  |  |  |  |  |
|                                                                                |                           |                                      |         |       |  |  |  |  |  |
| Nota: quorum del 65% non raggiunto; ripartizione dei seggi a livello regionale |                           |                                      |         |       |  |  |  |  |  |
| Data: 5 aprile 1992                                                            |                           |                                      |         |       |  |  |  |  |  |
| Fonte: Ministero dell'interno                                                  |                           |                                      |         |       |  |  |  |  |  |

## 1993-2005

### Territorio
Il collegio di Mantova era uno dei 31 collegi uninominali in cui era suddivisa la Lombardia; come previsto dal D.Lgs. del 20 dicembre 1993 n. 535, era interamente compreso nella provincia di Mantova e comprendeva i seguenti comuni: Bagnolo San Vito, Bigarello, Borgofranco sul Po, Carbonara di Po, Castel d'Ario, Castelbelforte, Castiglione delle Stiviere, Cavriana, Curtatone, Felonica, Goito, Guidizzolo, Magnacavallo, Mantova, Marmirolo, Medole, Monzambano, Ostiglia, Pieve di Coriano, Poggio Rusco, Ponti sul Mincio, Porto Mantovano, Quingentole, Quistello, Revere, Rodigo, Roncoferraro, Roverbella, San Benedetto Po, San Giacomo delle Segnate, San Giorgio di Mantova, San Giovanni del Dosso, Schivenoglia, Sermide, Serravalle a Po, Solferino, Sustinente, Villa Poma, Villimpenta, Virgilio e Volta Mantovana.

### Eletti
| Elezione | Elezione | Senatore        | Partito                 |
| -------- | -------- | --------------- | ----------------------- |
|          | 1994     | Paolo Gibertoni | Polo delle Libertà (LN) |
|          | 1996     | Roberto Borroni | L'Ulivo (PDS)           |
|          | 2001     | Anna Donati     | L'Ulivo (FdV)           |

### Dati elettorali

#### XII legislatura
|                               | Paolo Gibertoni ✔️ Eletto | Polo delle Libertà           | 55 034  | 35,33     |  |  |  |  |  |
|                               | Roberto Borroni ✔️ Eletto | Progressisti                 | 51 724  | 33,20     |  |  |  |  |  |
|                               | Franco Silvestri          | Patto per l'Italia           | 19 943  | 12,80     |  |  |  |  |  |
|                               | Roberto Vassalle          | Alleanza Nazionale           | 12 491  | 8,02      |  |  |  |  |  |
|                               | Giorgio Giovanzana        | Lista Pannella - Riformatori | 5 224   | 3,35      |  |  |  |  |  |
|                               | Tullio Capra De Carrè     | Lega Alpina Lumbarda         | 4 495   | 2,89      |  |  |  |  |  |
|                               | Lucia Nella Boroni        | Partito Pensionati           | 3 833   | 2,46      |  |  |  |  |  |
|                               | Orsola Vaccari            | Lega di Angela Bossi         | 1 575   | 1,01      |  |  |  |  |  |
|                               | Maurizio Sacchi           | Partito della Legge Naturale | 1 471   | 0,94      |  |  |  |  |  |
| Totale                        | Totale                    | Totale                       | 155 790 | 100       |  |  |  |  |  |
|                               |                           |                              |         |           |  |  |  |  |  |
| Voti non validi               | Voti non validi           | Voti non validi              | 9 700   | 5,86      |  |  |  |  |  |
| Votanti                       | Votanti                   | Votanti                      | 165 490 | 99 692,77 |  |  |  |  |  |
| Elettori                      | Elettori                  | Elettori                     | 166     |           |  |  |  |  |  |
|                               |                           |                              |         |           |  |  |  |  |  |
| Data: 27-28 marzo 1994        |                           |                              |         |           |  |  |  |  |  |
| Fonte: Ministero dell'interno |                           |                              |         |           |  |  |  |  |  |

#### XIII legislatura
|                               | Roberto Borroni ✔️ Eletto | L'Ulivo                                  | 69 750  | 45,03 |  |  |  |  |  |
|                               | Romano Freddi             | Polo per le Libertà                      | 43 844  | 28,31 |  |  |  |  |  |
|                               | Adriano Cattaneo          | Lega Nord                                | 31 276  | 20,19 |  |  |  |  |  |
|                               | Roberto Tonelli           | Lista Pannella - Sgarbi                  | 2 842   | 1,83  |  |  |  |  |  |
|                               | Antonio Caramaschi        | Movimento Sociale Fiamma Tricolore       | 2 752   | 1,78  |  |  |  |  |  |
|                               | Carlo Comini              | Partito Socialista                       | 2 465   | 1,59  |  |  |  |  |  |
|                               | Giancarla Piergrossi      | Lega per l'Autonomia - Alleanza Lombarda | 2 461   | 1,59  |  |  |  |  |  |
|                               | Pietro Nicola Caputo      | Federazione Liste Civiche                | 1 301   | 0,84  |  |  |  |  |  |
| Totale                        | Totale                    | Totale                                   | 154 891 | 100   |  |  |  |  |  |
|                               |                           |                                          |         |       |  |  |  |  |  |
| Voti non validi               | Voti non validi           | Voti non validi                          | 8 737   | 5,34  |  |  |  |  |  |
| Votanti                       | Votanti                   | Votanti                                  | 163 628 | 89,21 |  |  |  |  |  |
| Elettori                      | Elettori                  | Elettori                                 | 183 410 |       |  |  |  |  |  |
|                               |                           |                                          |         |       |  |  |  |  |  |
| Data: 21 aprile 1996          |                           |                                          |         |       |  |  |  |  |  |
| Fonte: Ministero dell'interno |                           |                                          |         |       |  |  |  |  |  |

#### XIV legislatura
|                               | Anna Donati ✔️ Eletta | L'Ulivo                                  | 65 146  | 42,12 |  |  |  |  |  |
|                               | Francesca Scopelliti  | Casa delle Libertà                       | 59 274  | 38,33 |  |  |  |  |  |
|                               | Edo Rossi             | Partito della Rifondazione Comunista     | 9 070   | 5,86  |  |  |  |  |  |
|                               | Angelo Adamo          | Lega per l'Autonomia - Alleanza Lombarda | 5 127   | 3,32  |  |  |  |  |  |
|                               | Mauro Pedrazzoli      | Lista Di Pietro                          | 4 163   | 2,69  |  |  |  |  |  |
|                               | Giuliano Longfils     | Lista Pannella - Bonino                  | 3 120   | 2,02  |  |  |  |  |  |
|                               | Mario Madella         | Democrazia Europea                       | 2 999   | 1,94  |  |  |  |  |  |
|                               | Ferdinando Pasetto    | Fiamma Tricolore                         | 2 804   | 1,81  |  |  |  |  |  |
|                               | Giacinto Boldrini     | Partito Pensionati                       | 1 898   | 1,23  |  |  |  |  |  |
|                               | Mario Di Giovanni     | Forza Nuova                              | 509     | 0,33  |  |  |  |  |  |
|                               | Giuseppe Chiericati   | Partito Liberal-Popolare                 | 308     | 0,20  |  |  |  |  |  |
|                               | Eugenio Ferrari       | Liberaldemocratici Basta                 | 233     | 0,15  |  |  |  |  |  |
| Totale                        | Totale                | Totale                                   | 154 651 | 100   |  |  |  |  |  |
|                               |                       |                                          |         |       |  |  |  |  |  |
| Voti non validi               | Voti non validi       | Voti non validi                          | 8 956   | 5,47  |  |  |  |  |  |
| Votanti                       | Votanti               | Votanti                                  | 163 607 | 86,11 |  |  |  |  |  |
| Elettori                      | Elettori              | Elettori                                 | 189 997 |       |  |  |  |  |  |
|                               |                       |                                          |         |       |  |  |  |  |  |
| Data: 13 maggio 2001          |                       |                                          |         |       |  |  |  |  |  |
| Fonte: Ministero dell'interno |                       |                                          |         |       |  |  |  |  |  |